# Rio do Peixe (vattendrag i Brasilien, São Paulo, lat -21,58, long -46,83)
Rio do Peixe är ett vattendrag i Brasilien.   Det ligger i delstaten São Paulo, i den sydöstra delen av landet, 700 km söder om huvudstaden Brasília.
Omgivningen kring Rio do Peixe är en mosaik av jordbruksmark och naturlig växtlighet. Området är ganska tätbefolkat, med 54 invånare per kvadratkilometer.